# Stefano Delle Chiaie
Stefano Delle Chiaie (Caserta, 13 de setembro de 1936 - Roma , 10 de setembro de 2019) foi um ativista neofascista italiano, fundador da Avanguardia Nazionale (1960) e membro da Ordine Nuovo, envolvido entre outras conspirações, com a Operação Condor na América do Sul. Também fez parte da "Aginter Press" de Yves Guérin-Sérac, fundada em 1965 por António Salazar em Portugal. Chiaie foi amigo de Licio Gelli, chefe da Loja P2.
Stefano faleceu no dia 10 de setembro de 2019, aos 82 anos de idade, em Roma, três dias antes de completar 83 anos. 